# Plátano maduro

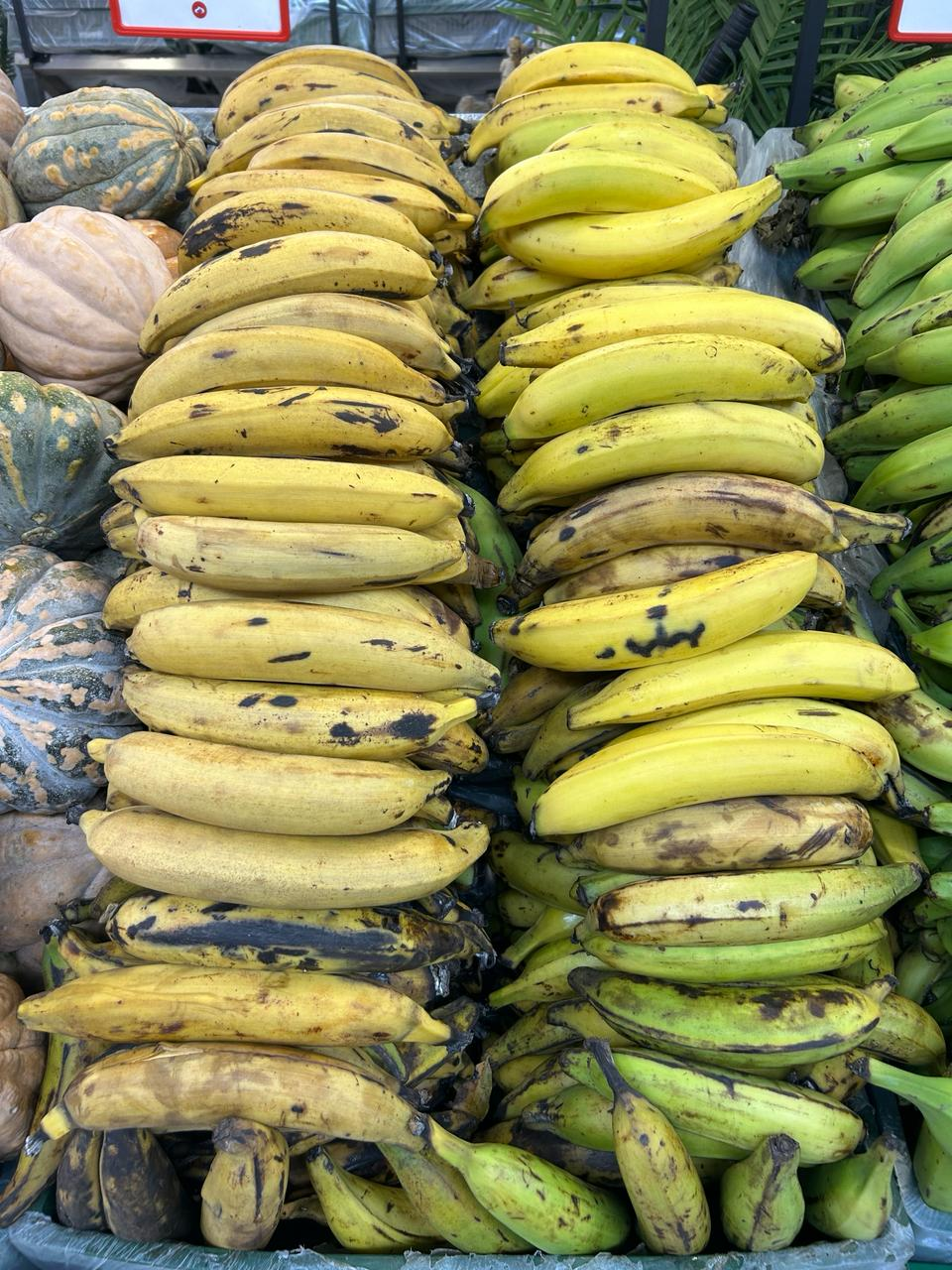
Plátanos maduros

El plátano maduro es el fruto maduro de la musa balbisiana, utilizado ampliamente en gastronomía. Generalmente tiene más azúcar que almidón. El plátano maduro se consume frito, cocido, horneado o asado. Según la región o país se conoce como plátano maduro o plátano amarillo.
Los plátanos maduros son un alimento básico muy importante en África occidental y central, las islas del Caribe, América Central y el norte de América del Sur.
Los plátanos maduros son una fruta rica en azúcar, almidón, fibra, potasio, vitamina C y beta-caroteno, además de otras vitaminas como la B6 y minerales como el hierro. Tienen sabor dulce y una textura suave sin cocinar y más cuando se cocinan. Normalmente, se preparan fritos o hervidos.

## Descripción
La cáscara del plátano maduro es de color amarillo, cuando está más maduro presenta además pintas negras y cuando está muy maduro la cáscara puede ser completamente negra. La carne es más blanda y dulce cuanto más madura está la fruta. 
La cáscara del plátano maduro suele ser blanda, a menudo tan suave que puede quitarse con la mano sin cuchillo. Esta es una de las diferencias primordiales con el plátano verde.
Los plátanos de cocinar contienen más almidón y menos azúcar que los plátanos de postre. Esa es la razón por lo que generalmente se cocinan o se procesan antes de comerlos. Generalmente, los plátanos maduros se fríen, hierven, hornean o asan cuando se comen. Los plátanos maduros también se pueden hervir y hacer puré y luego usarse como espesantes para sopas.
En general, los plátanos se constituyen como un alimento básico en las regiones tropicales, ubicándose como el décimo alimento básico más importante del mundo.
Los plátanos son un alimento básico confiable dado que se puede cultivar y cosechar durante todo el año; especialmente en países en desarrollo con tecnologías inadecuadas de almacenamiento, conservación y transporte de alimentos. En África, los plátanos y las bananas proporcionan más del 25% de las necesidades calóricas de más de 70 millones de personas.Las plantaciones de plátano son vulnerables a la destrucción por huracanes, porque la especie que se cultiva Musa spp. no aguanta bien los vientos fuertes.
Un ejemplar de plátano de cocinar promedio proporciona alrededor de 220 kilocalorías (921,1 kJ) de energía alimentaria y es una buena fuente de potasio y fibra dietética.Ciertos autores encuentran como fuente de vitamina A y vitamina B. La savia de la cáscara de la fruta, así como de toda la planta, puede manchar la ropa y las manos, y puede ser difícil de quitar.

## Taxonomía
Linnaeus originalmente clasifica a los bananos en dos diferentes especies, basándose en sus usos como alimento. La Musa paradisiaca para plátanos y la Musa sapientum para bananos. Los dos son híbridos conocidos entre Musa acuminata (genoma A) y la Musa balbisiana (genoma B).
El nombre publicado anteriormente, Musa × paradisiaca, se usa como nombre científico para híbridos de todo tipo derivados. La mayoría de los plátanos modernos son triploides estériles y pertenecen al Grupo AAB. A este grupo se lo conoce como al "grupo del plátano". Económicamente hablando, otros grupos de bananos de cocinar incluyen los bananos de las tierras altas de África Oriental (subgrupo Mutika/Lujugira) del Grupo AAA y los plátanos del Pacífico (incluidos los subgrupos Popoulo, Maoli e Iholena), también del Grupo AAB.

## Uso en gastronomía

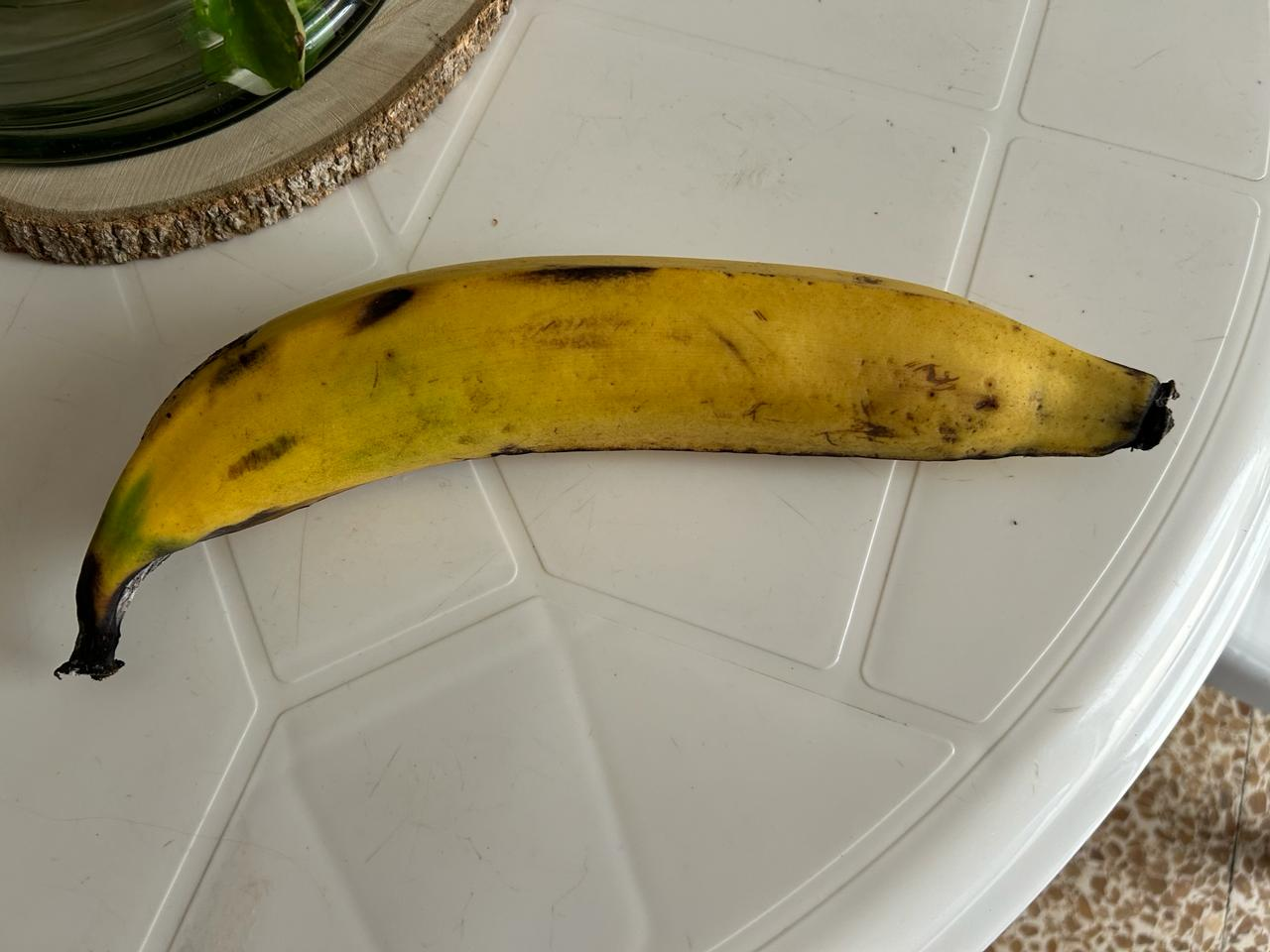
Plátano maduro

Los plátanos amarillos maduros se pueden pelar como los plátanos de postre; la pulpa es más suave que en la fruta verde inmadura y parte del almidón se ha convertido ya en azúcar. En esta forma se pueden comer crudos. La diferencia es que no son tan cargados de sabor como los plátanos de postre, por lo que normalmente se cocinan. Cuando los plátanos amarillos se fríen, se caramelizan y adquieren un color marrón dorado. También se pueden hervir, hornear, calentar en el microondas o asar a la parrilla sobre carbón, ya sea pelados o sin pelar.
Uno de los usos más extendidos del plátano maduro en gastronomía son las tajadas, rodajas entre 3 y 20 milímetros de espesor fritas en aceite. En Puerto Rico, Cuba y República Dominicana, las mismas rebanadas se conocen como "amarillos" y "fritos maduros", respectivamente. En algunos países como Colombia, Ecuador, Honduras (donde se acostumbra acompañarlos con crema agria local), República Dominicana y Venezuela, también se hornean, se les puede agregar canela y se pueden comer con queso blanco. En Puerto Rico, los plátanos maduros horneados se suelen servir para el desayuno junto a huevos (principalmente en una tortilla con queso), chorizo o tocino.
En la Costa Atlántica de Colombia se prepara una mazamorra de plátano maduro, especie de gachas a base de plátano maduro. También forma parte de la preparación de sancochos, cocinado con o sin cáscara. Es parte fundamental de la sopa de guandú con carne salada, plato típico del departamento del Atlántico. También se come cocinado al vapor sobre el arroz blanco durante su preparación. Se cocina también con mantequilla, clavos de olor, azúcar, gaseosa de cola y canela, preparación conocida como plátano pícaro o en tentación. La boronía es una preparación típica del departamento de Córdoba, de donde se esparció a otros puntos de la Costa, a base de berenjena y plátano maduro, que acompaña a veces almuerzos y comidas. También se preparan tortillas de plátano maduro.
En la gastronomía de Venezuela, el yo-yo es un plato de origen tradicional que consiste en dos porciones de plátano maduro frito, dispuestas en capas y rellenas de queso blanco suave local, manteniéndose unidas mediante palillos de dientes. Posteriormente, este arreglo se sumerge en huevo batido y se vuelve a freír hasta alcanzar una tonalidad dorada. Este plato se suele servir como guarnición o entrada en diversos contextos culinarios del país. Es común encontrarlo como parte de la oferta gastronómica de establecimientos de comida rápida, así como en mercados y ferias de comida callejera. El mismo plato se conoce como aborrajado en el occidente de Colombia.
- Banana cue: plátanos saba maduros fritos recubiertos con azúcar caramelizada.
- Binignit: una sopa de postre de arroz glutinoso en leche de coco con plátanos saba maduros como uno de los ingredientes principales.
- Pritong saging - plátanos saba maduros fritos.
- Turon: tipo de postre lumpia (rollitos de primavera) elaborado con plátanos saba maduros envueltos en crepe fino y fritos.

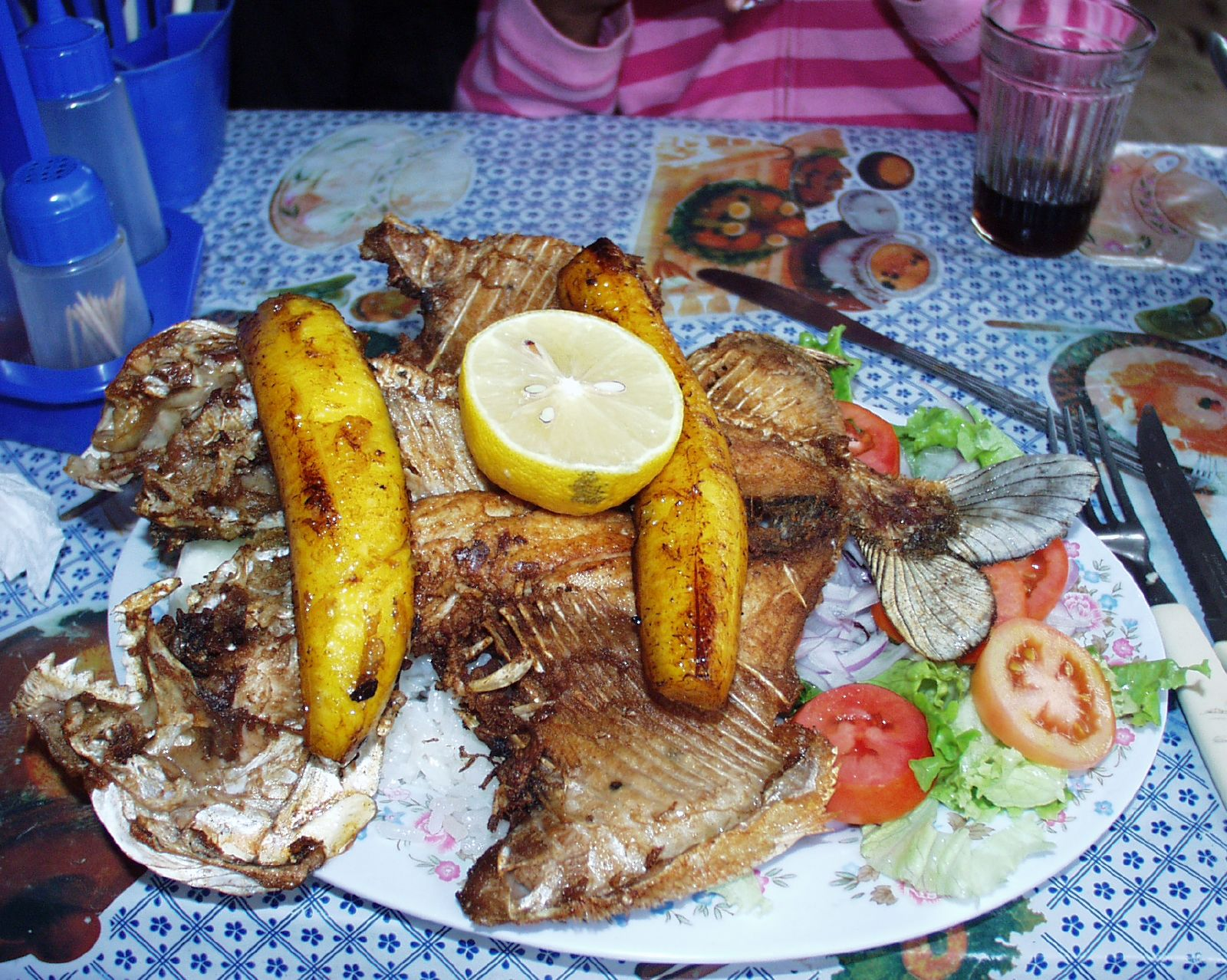
Plátanos servidos sobre pacu frito (Bolivia)

El plátano es un ingrediente muy popular en la cocina de varios países de África occidental, como Camerún, Benín, Ghana y Nigeria. En esta región, el plátano maduro frito es conocido como dodo, que significa "masa-masa". La preparación de este plato consiste en cortar el plátano maduro en rodajas diagonales para obtener una forma ovalada grande y luego freírlo en aceite hasta que adquiera un color marrón dorado. Esta técnica de corte permite que el plátano se cocine de manera uniforme y maximiza su área de superficie. El plátano macho frito se puede comer solo o servido con guisos y salsas.
En Ikire, ciudad del estado de Osun, en el suroeste de Nigeria, existe una variante especial de plátano frito llamada Dodo Ikire. Se prepara con plátanos muy maduros, cortados en trozos pequeños y espolvoreados con chile antes de ser fritos en aceite de palma hasta que se tornen negruzcos. Luego, los trozos de plátano frito se insertan con cuidado en un embudo de plástico y se prensan con una mano de madera para darles una forma cónica al retirarlos. El dodo es una comida popular en toda África occidental y es disfrutado como una guarnición o como un plato principal.
En Ghana existe un plato popular conocido como kelewele que se vende como un bocadillo en los puestos de venta ambulante. Aunque existen diferentes variantes de este plato, comúnmente se sazona con nuez moscada, chile en polvo, jengibre y sal. El kelewele puede presentarse con distintos niveles de dulzura y picante, pero su característica principal es el sabor intenso y la textura crujiente que se logra al freír trozos de plátano maduro previamente sazonados con estas especias. Es una opción popular para un aperitivo rápido y sabroso en la cocina de Ghana.
En Kerala, los plátanos maduros se hierven con sagú, leche de coco, azúcar y especias para hacer un budín.